# Sandis Valters
Sandis Valters (Riga, 31. kolovoza 1978.) je latvijski košarkaš i latvijski reprezentativac. Igra na mjestu beka šutera. Visine je 193 cm. Igrao za Ventspils. Prije je igrao za ASK iz Rige.
Sin je legendarnog latvijskog košarkaša Valdisa Valtersa i stariji brat latvijskog košarkaškog reprezentativca Kristapsa Valtersa.

## Vanjske poveznice
- Euroleague.net